# Grève étudiante pour le climat
Pour les articles homonymes, voir FFF.
Pour l'organisation suisse, voir Grève du climat (Suisse).
- <1 000
- 1 000-10 000
- 10 000-100 000
- 100 000+
- 1 000 000+

La grève étudiante pour le climat ou grève scolaire pour le climat — dénommée « école buissonnière pour le climat » par certains médias,, — est un mouvement international de jeunes quittant leur établissement scolaire, généralement le vendredi ou parfois le jeudi, pour participer à des manifestations en faveur de l’action contre le réchauffement climatique.
La première grève scolaire pour le climat a été lancée par Greta Thunberg, le 20 août 2018 devant le Riksdag (Parlement suédois). L'adolescente suédoise explique aux journalistes conviés qu'elle n'ira pas à l'école jusqu'aux élections générales du 9 septembre 2018. Elle continue, après les élections et jusqu'en 2023, à faire grève chaque vendredi, attirant ainsi l'attention du monde entier sur le mouvement baptisé Fridays for Future (Youth for Climate en France, Chypre, Belgique et au Luxembourg ; Grève du climat en Suisse).

## Objectifs
L’objectif des grèves pour le climat est d’attirer l’attention sur l'inadéquation de la politique climatique, de faire prendre des mesures pour la protection du climat et d'exiger le respect de l'Accord de Paris sur le climat.
Les manifestations ont des revendications plus spécifiques :
- Mettre fin à l'extraction de combustibles fossiles dans le cadre d'une transition énergétique ;
- Abolir les subventions pour la production d'énergie fossile ;
- Augmenter les investissements dans les énergies renouvelables ;
- Développer les transports en commun dans le contexte d’un changement de trafic ;
- Demander le droit de vote à 16 ans afin d'élargir la participation des jeunes[5].

## Historique

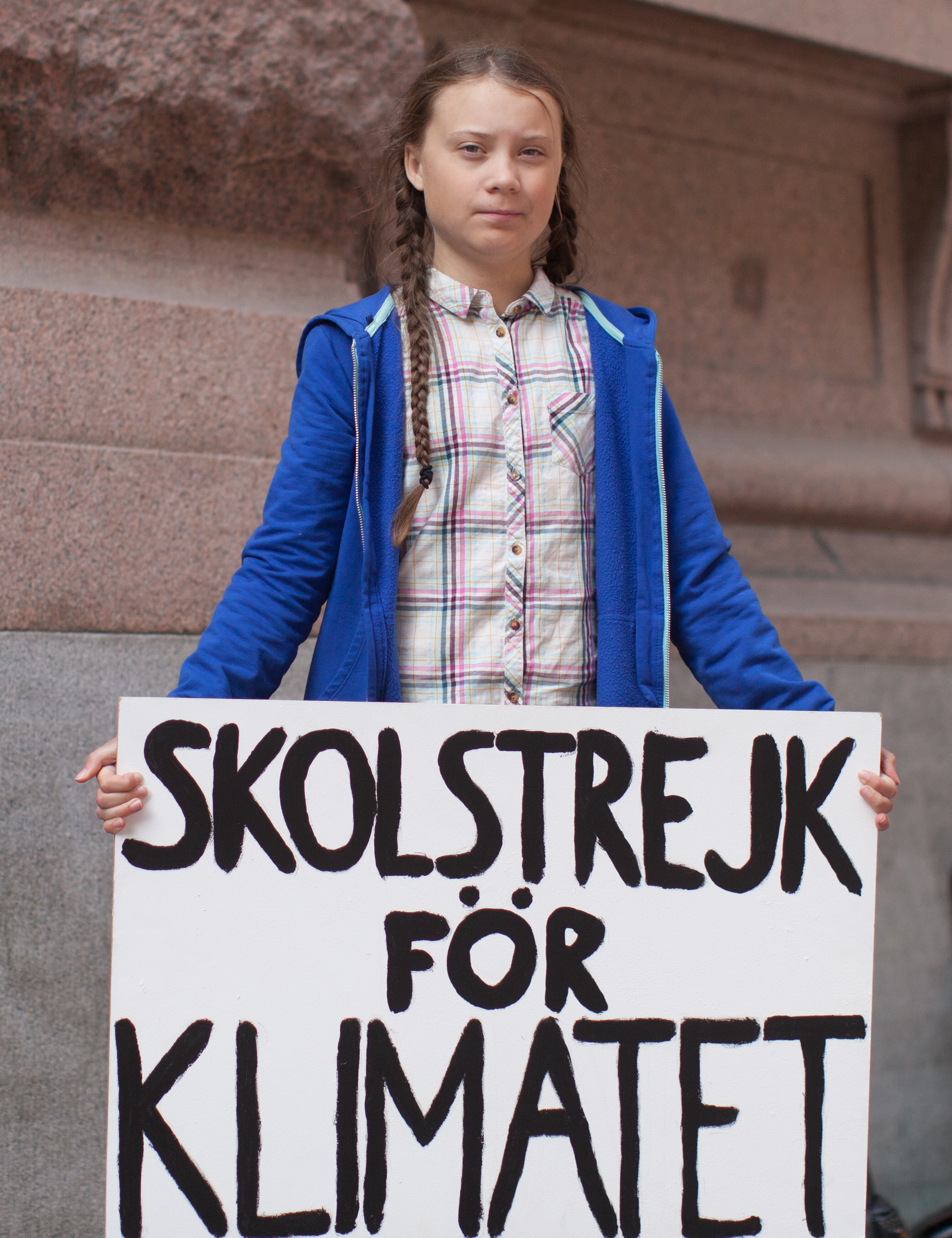
Greta Thunberg, initiatrice des grèves scolaires pour le climat (en août 2018).

L'idée d'une grève scolaire pour le climat naît au sein du mouvement « Fossil Free Sweden » mené par Bo Thorén et auquel Greta Thunberg participe dès l'été 2018. Le concept s'inspire de la mobilisation scolaire qui s'était mise en place aux États-Unis à la suite de la fusillade de Parkland en Floride, et qui a vu les élèves américains quitter leurs établissements pour dénoncer la prolifération des armes à feu et pousser à la mise en place d'une législation plus restrictive.
Après les vagues de chaleur et les feux de forêt qui ont sévi en Suède durant l'été 2018, Greta Thunberg décide dès le 20 août 2018 de ne pas aller à l'école jusqu'aux élections législatives suédoises du 9 septembre 2018. Elle demande que le gouvernement suédois réduise les émissions de carbone conformément à l'accord de Paris. Tous les jours, l'adolescente proteste en s'asseyant devant le Riksdag pendant les heures de classe avec un panneau « Skolstrejk för klimatet » (grève scolaire pour le climat).
Après les élections générales, Greta Thunberg continue à faire grève chaque vendredi, attirant ainsi l'attention du monde entier. Elle inspire des élèves du monde entier, qui à leur tour participent à des grèves d’étudiants. En décembre 2018, plus de 20 000 étudiants participent à des grèves dans au moins 270 villes dans plusieurs pays dont l'Australie, l'Autriche, la Belgique, le Canada, les Pays-Bas, l'Allemagne, la Finlande, le Danemark, le Japon, la Suisse,, le Royaume-Uni et les États-Unis,. En Australie, des milliers d’élèves sont incités par Greta Thunberg à faire la grève les vendredis, ignorant les propos du Premier ministre Scott Morrison sur « plus d’apprentissage dans les écoles et moins de militantisme ».
En février 2019, aux Pays-Bas ainsi qu'au Royaume-Uni, des centaines de scientifiques publient des lettres ouvertes pour confirmer l'urgence d'agir et pour soutenir publiquement les grèves scolaires pour le climat. Le 20 février, plus de 260 chercheurs suisses, français et belges publient à leur tour une lettre ouverte. Ils appellent à « encourager cette mobilisation de la jeunesse » et annoncent qu'ils « feront [eux] aussi la grève scolaire pour le climat le 15 mars »,,.
En France, les enseignants créent un site de soutien aux grèves étudiantes et d'action enseignante, afin de sortir du cadre convenu par les programmes sur le développement durable.
Le 27 septembre 2019, selon The Guardian il y aurait eu environ deux millions de participants à la grève pour le climat dans le monde entier et un total de six millions depuis le début du mouvement.

### Mobilisation internationale du15 mars 2019
Le groupe international de coordination du mouvement des grèves des jeunes pour le climat publie une lettre ouverte appelant à manifester le 15 mars 2019,. Traduite en 19 langues et publiée dans des journaux tels que The Guardian (Royaume-Uni) et Le Temps (Suisse), elle déclare :

« Nous, la jeunesse, sommes profondément préoccupés par notre avenir. [...] Nous sommes l’avenir sans voix de l’humanité. Nous n’accepterons plus cette injustice. [...] Nous devons enfin traiter la crise climatique comme une crise. C’est la plus grande menace de l’histoire de l’humanité et nous n’accepterons pas votre inaction qui menace toute notre civilisation. [...] Le changement climatique est déjà une réalité. Des gens sont morts, meurent et mourront à cause de cela, mais nous pouvons arrêter cette folie et nous le ferons. [...] Unis, nous nous lèverons le 15 mars et bien d’autres fois après, jusqu’à ce que la justice climatique soit rendue. Nous demandons aux dirigeants du monde entier qu’ils assument leurs responsabilités et résolvent cette crise, ou qu’ils se retirent. Vous avez échoué dans le passé. Si vous continuez à nous décevoir à l’avenir, nous, les jeunes, ferons changer les choses par nous-mêmes. La jeunesse de ce monde s’est mise en mouvement et elle ne s’arrêtera plus. »

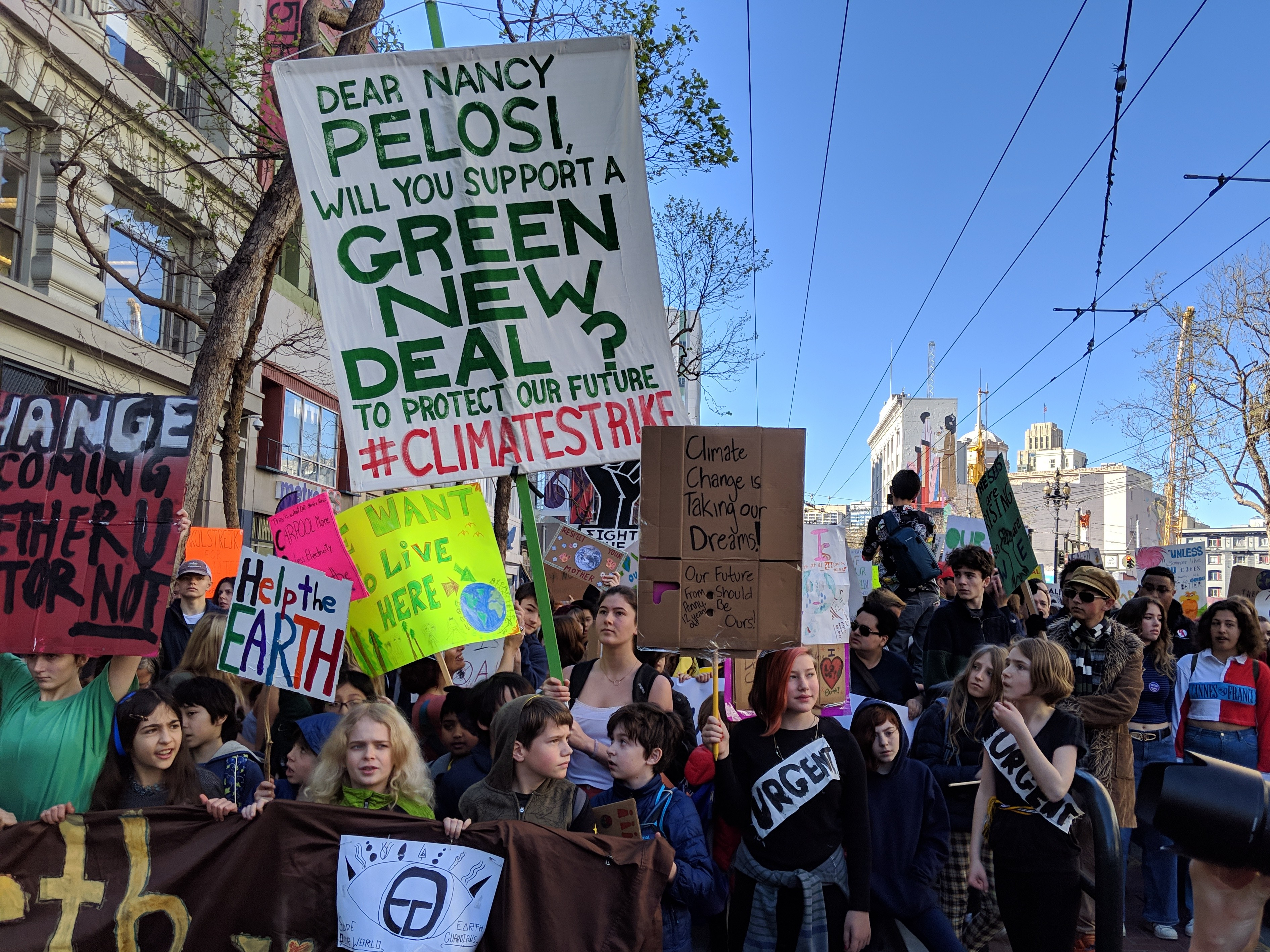
Grève scolaire le 15 mars 2019 à San Francisco.

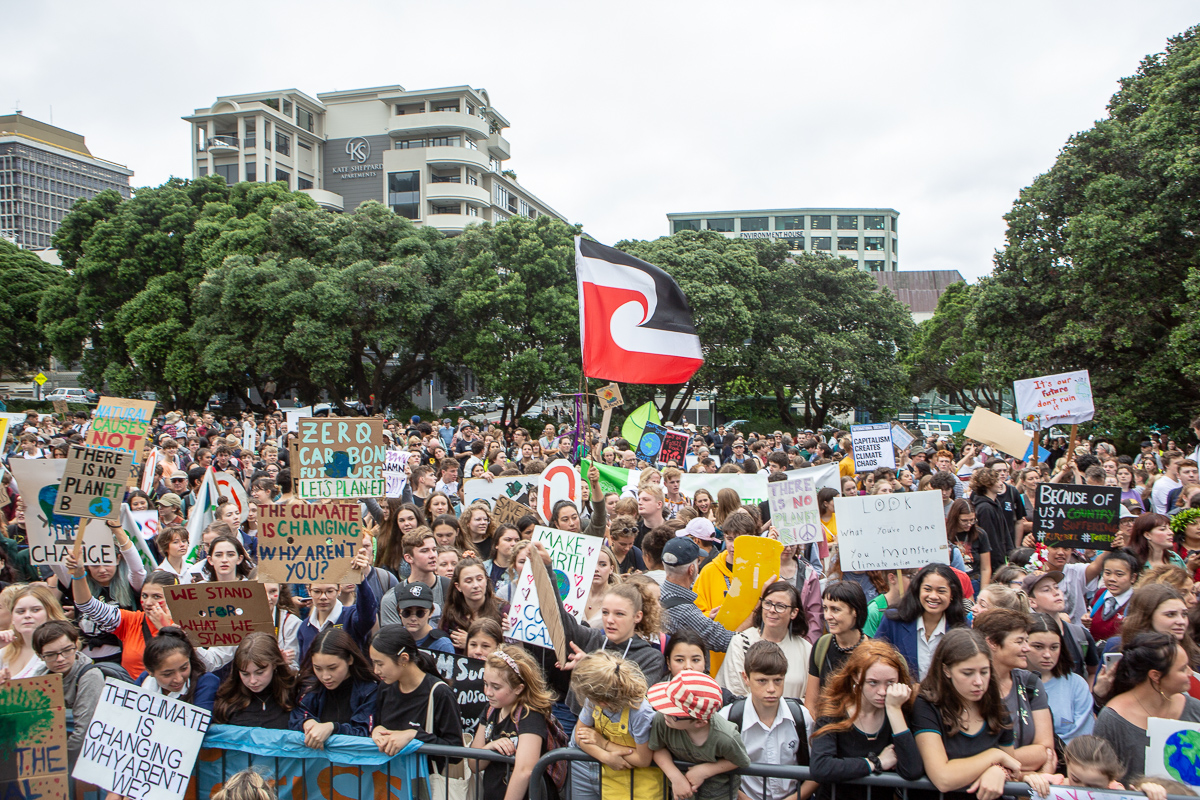
Grève scolaire pour le climat à Wellington, le 15 mars 2019.

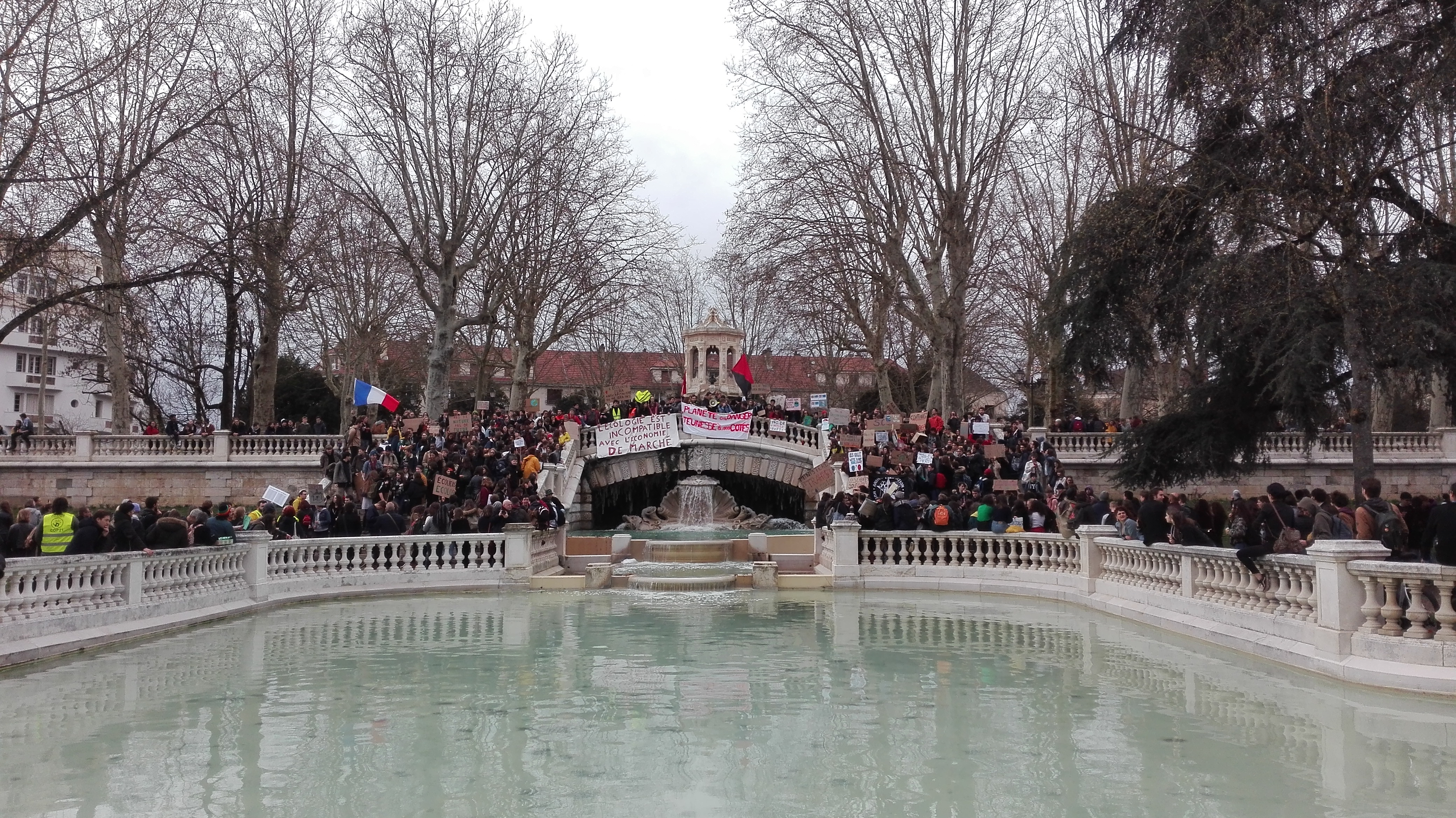
Grève des lycéens contre le dérèglement climatique, discours de fin de manifestation dans le Jardin Darcy à Dijon (France)

Le 12 mars 2019, 12 000 scientifiques d'Allemagne, d'Autriche et de Suisse (1 700) publient une déclaration de soutien au mouvement des grèves scolaires pour le climat, :

« [...] Ce n'est qu'en agissant rapidement et de manière cohérente que nous pourrons limiter le réchauffement climatique, mettre un terme à l'extinction massive des espèces animales et végétales, préserver les bases naturelles de la vie et créer un avenir digne d'être vécu pour les générations présentes et futures. C'est exactement ce que les jeunes des grèves du climat (« Fridays for Future ») veulent réaliser. Ils méritent notre respect et notre plein appui. »

Des grèves scolaires pour le climat auront lieu dans de nombreux pays : le site internet Fridaysforfuture.org recense 2 052 événements dans 123 pays, sur tous les continents, y compris l'Antarctique,.

### Mobilisation internationale du24 mai 2019
Le 23 mai, The Guardian relaie les prévisions pour le 24 mai de 1 594 manifestations dans 118 pays. La mobilisation est plus forte que la précédente et des évènements sont organisés dans 1 600 villes dans 125 pays.

### Mobilisation internationale à Aix-la-Chapelle en Allemagne le21 juin 2019
La première manifestation de masse internationale organisée par Fridays for Future a rassemblé des jeunes de 15 pays venus en particulier d'Allemagne, des Pays-Bas, de Belgique, de France, d'Italie, d'Espagne, du Royaume-Uni, de Suisse et du Luxembourg. Sont aussi présents des scientifiques, des artistes, des enseignants et des séniors de la région, ce qui porte le nombre des manifestants à 40 000[source insuffisante].
Le lendemain, entre 800 et 1 300 manifestants occupent la mine à ciel ouvert de lignite de Garzweiler tout près de là.

### Rencontre européenne du 5 au9 août 2019

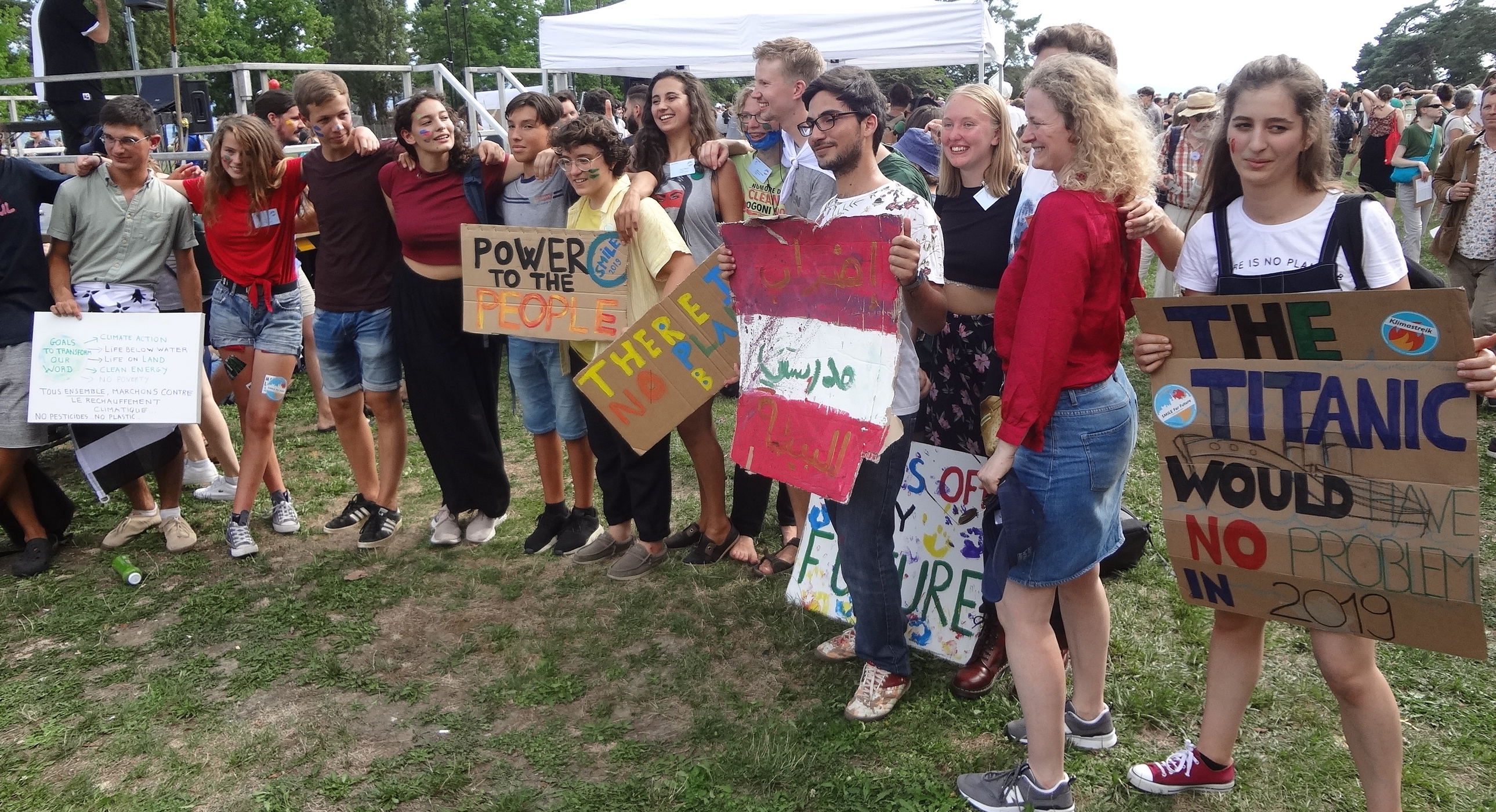
Participants à la rencontre européenne de Lausanne, 9 août 2019

Du 5 au 9 août 2019, l'Université de Lausanne a accueilli 450 jeunes participants européens des grèves pour le climat pour la conférence SMILE for Future (Summer Meeting in Lausanne Europe) ; Lausanne est considérée comme « capitale européenne des grèves du climat » et une grève y fut organisée pour clore la conférence, le vendredi 9 août 2019 (c'est la quatrième grève pour le climat organisée à Lausanne),.
La conférence a réuni des personnalités telles que la Suédoise Greta Thunberg, le prix Nobel Jacques Dubochet, le cofondateur d'Extinction Rebellion Roger Hallam, le président d’honneur du Club de Rome Ernst Ulrich von Weizsäcker, l'ancien vice-président de l’Assemblée des Nations unies pour l'environnement Kaveh Madani et le climatologue du Groupe d'experts intergouvernemental sur l'évolution du climat Jean-Pascal van Ypersele.
La conférence a permis aux militants de se rencontrer, de débattre et de s'accorder sur une « Déclaration de Lausanne sur le climat » précisant les valeurs, les objectifs et les mesures proposées par le mouvement.

### Mobilisation internationale du20 septembre 2019
Le Guardian publie un texte de Greta Thunberg et de 46 jeunes militants, qui est un appel aux adultes pour une grève mondiale le 20 septembre 2019.
L’ONG internationale 350.org recense « 5 800 actions dans 163 pays, 73 syndicats, 820 associations de la société civile ou encore 3 024 entreprises ».
56 organisations et associations écologistes mais aussi de défense des droits sociaux en France appellent à manifester les 20 et 21 septembre 2019.
Dans le monde, des entreprises incitent leurs salariés à manifester ou bien arrêtent les ventes ce jour-là. Une coalition australienne compte plus de 200 entreprises. 1 000 salariés d'Amazon demandent à leur entreprise de soutenir la grève du 20 septembre et de prendre des engagements en faveur de la protection du climat[source insuffisante].
Certaines écoles et universités comme à New York autoriseront les élèves à faire grève s'ils ont l'accord de leurs parents.

### Manifestation à Montréal,27 septembre 2019

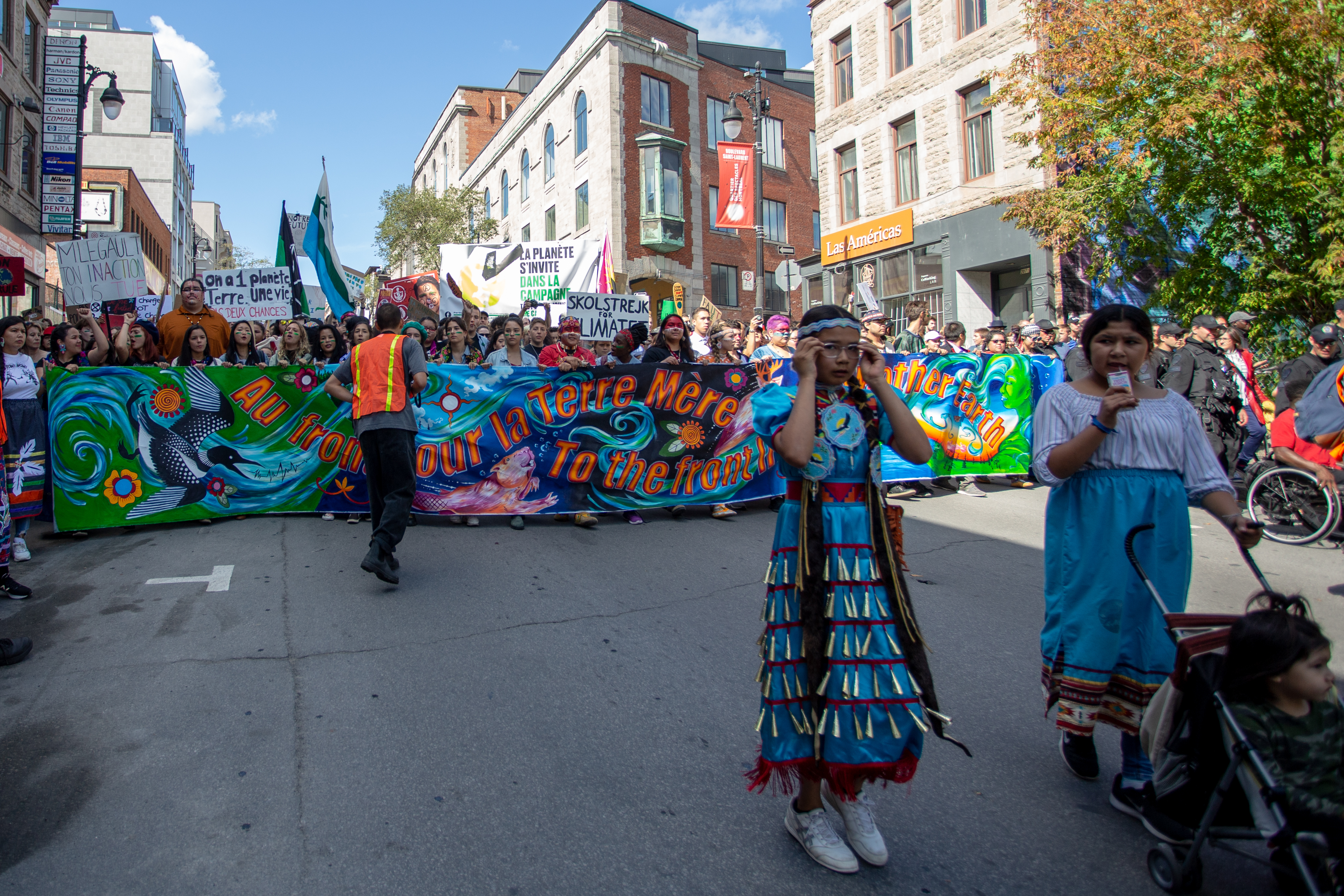
Départ de la marche pour le climat à Montréal

La manifestation, rassemblant un demi-million de participants selon les organisateurs, est « du jamais vu au Québec et l’une des plus grosses manifestations jamais organisées au Canada. » La manifestation est — qualifiée d'« historique » par la police. À la fin de la marche, Greta Thunberg déclare « Nous sommes en train de changer le monde ». Les clés de la Ville lui sont symboliquement remises par la mairesse Valérie Plante,. De 450 000 à 500 000 manifestants se réunissent selon les organisateurs (la police ne donne pas de chiffre mais parle d'une « mobilisation historique »). Si ces chiffres sont avérés, cela en ferait probablement « la plus importante manifestation de l’histoire du Québec ». Les transports collectifs sont gratuits lors de cette journée. La Commission scolaire de Montréal avait annoncé l’instauration d’une journée pédagogique et de nombreux cégeps et universités annulent les cours pour l'occasion,. Fait rare dans le domaine de l'entreprise, des patrons encouragent leurs employés à participer a la manifestation et certaines entreprises ferment pour permettre à leurs employés de participer.
De nombreuses personnalités politiques y prennent part, dont Benoit Charette (ministre québécois de l'Environnement et de la Lutte contre les changements climatiques), Justin Trudeau (premier ministre du Canada et chef du parti libéral du Canada), Elizabeth May (cheffe du Parti vert du Canada), Yves-François Blanchet (chef du Bloc québécois) ainsi qu'Alexandre Boulerice (chef adjoint du Nouveau Parti démocratique).

### Mobilisation internationale du29 novembre 2019
Des milliers de jeunes manifestent dans 2 300 villes de 153 pays en particulier en Australie où les feux de forêts incontrôlés mettent en évidence l'inadéquation des mesures prises par le gouvernement contre le réchauffement climatique, au Royaume-Uni, à Madrid dans l'attente du début de la COP 25, à Lisbonne dans l'attente de l'arrivée en voilier de Greta Thunberg, à Bombay, Tel Aviv, Vienne, Francfort, Varsovie, Berlin et Bangkok,,.

#### En France, «Block Friday» contre le Black Friday
Des blocages des entrepôts d'Amazon sont organisés à travers la France en particulier par Youth for Climate en collaboration avec Extinction Rebellion le jour des soldes du Black Friday comme à Lyon. Les militants veulent dénoncer le modèle de surconsommation destructeur pour l'environnement.
À Marseille, le centre commercial Les Terrasses du Port ferme ses portes à l'arrivée des manifestants,.
Le groupe local de Paris organise le blocage du centre commercial de La Défense « Westfield Les Quatre Temps ». Tout au long de la journée, des centaines de jeunes bloquent l'entrée aux magasins afin de sensibiliser les consommatrices et consommateurs.

### Janvier 2020, en Australie
SchoolStrike4Climate lance une campagne de boycott des bus Greyhound du fait de l'implication de la société dans le mégaprojet de mine de charbon Carmichael Adani. Greyhound renonce alors à ce contrat. Siemens qui était également la cible des activistes du climat confirme, lui, son contrat avec Adani.

### 2023
En octobre 2023, les déclarations jugées trop propalestiniennes de Greta Thunberg provoquent des dissensions au sein du mouvement Fridays for Future. Selon Le Monde, le mouvement pour le climat serait partagé entre ceux qui défendent ses prises de position propalestiniennes et les autres, qui lui reprochent son manque de solidarité avec Israël et son « aveuglement ».

## Reconnaissance
Le 7 juin 2019, Amnesty International décerne son prestigieux prix Ambassadeur de la conscience à Greta Thunberg ainsi qu'au mouvement qu'elle a inspiré « Fridays for Future ». Kumi Naidoo, secrétaire général d'Amnesty, déclare : 

« La détermination des jeunes militants du monde entier face aux réalités de la crise climatique nous rend humbles et nous inspire. Chaque jeune participant incarne ce que signifie agir d'après sa conscience. Ils nous rappellent que nous avons plus de pouvoir que nous ne le croyons et que nous avons tous un rôle à jouer dans la protection des droits de l'homme contre les catastrophes climatiques. »

## Par pays

### Allemagne
Le 8 avril 2019 Fridays for Future Deutschland publie lors d'une conférence de presse sa liste des demandes avec des objectifs à court et à long terme. Ces demandes ont été soulevées par Fridays for Future et développées en coopération avec des scientifiques (la HTW Berlin (de) et la Fraunhofer-Institut für Energiewirtschaft und Energiesystemtechnik). Ce sont les suivantes :
- Émission de gaz à effet de serre nulle d'ici à 2030 ;
- Mise en œuvre de la sortie du charbon d’ici 2030 ;
- 100 % d'énergies renouvelables dans l'approvisionnement énergétique d'ici 2035.

En outre, les objectifs suivants doivent être mis en œuvre d'ici la fin de 2019 :
- Abolition des subventions pour les combustibles fossiles ;
- Arrêt du quart des centrales au charbon ;
- Introduction d'une taxe carbone sur les émissions de gaz à effet de serre qui compense les coûts environnementaux auxquels feront face les générations futures. Selon l'Agence allemande de l'environnement (Umweltbundesamt), le prix de CO2 serait de 180 euros par tonne.

### Belgique et France
Deux jeunes étudiantes belges appellent leurs camarades à manifester chaque jeudi, donnant naissance au mouvement Youth for Climate qui se développe également en France dans une optique plus ouvertement anticapitaliste.

### Suisse

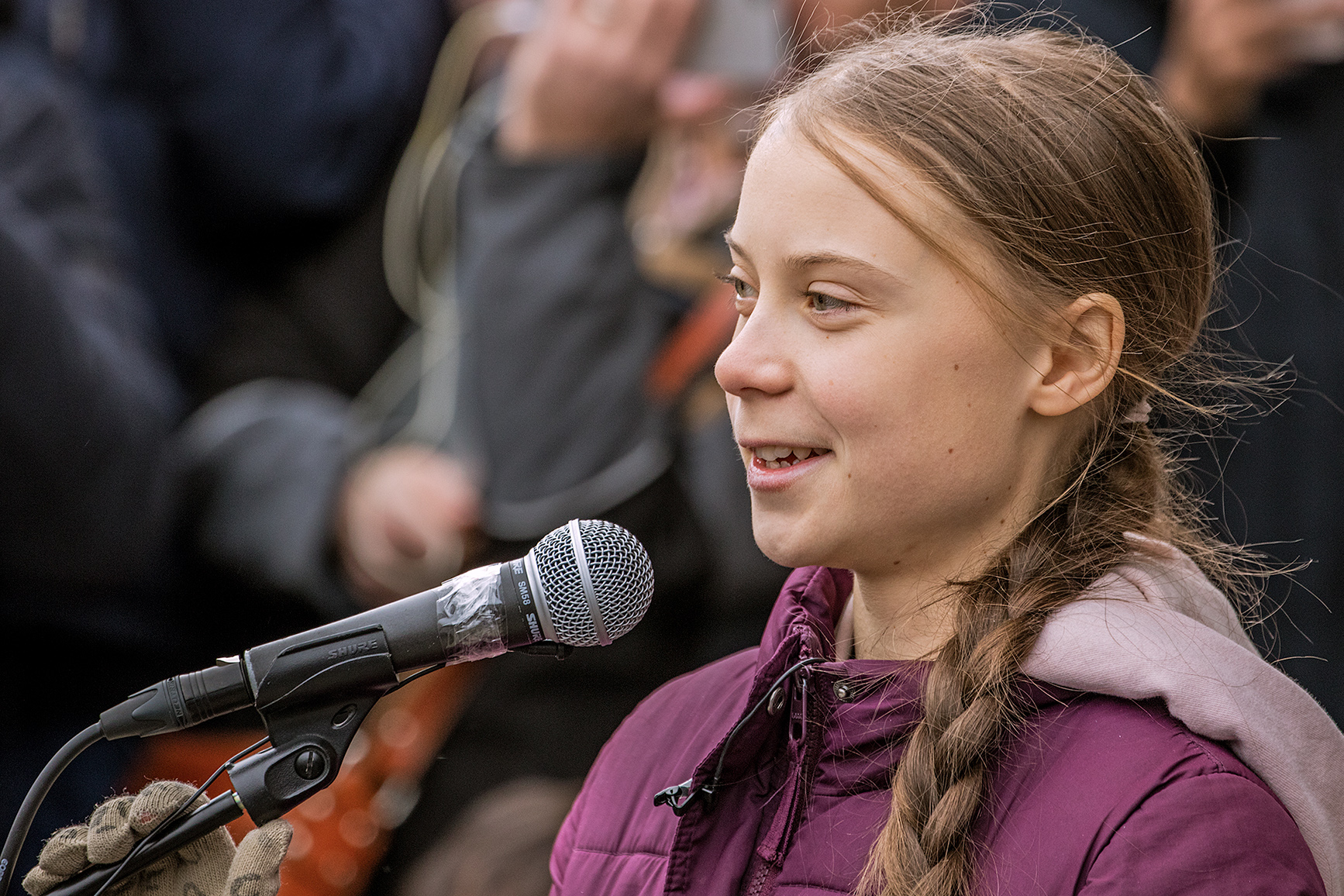
Greta Thunberg lors d'une grève pour le climat à Lausanne le 17 janvier 2020.

En Suisse, le mouvement de la « Grève du climat » (en allemand Klimastreik, en italien Sciopero per il Clima) a organisé de très nombreuses manifestations et grèves étudiantes depuis décembre 2018 en Suisse alémanique et depuis janvier 2019 en Suisse romande et au Tessin (voir tableau ci-dessous). Il a également soutenu et participé à une manifestation de l'Alliance climatique ayant réuni entre 60 000 et 100 000 personnes à Berne le 28 septembre 2019. Des conférences ou encore des gratiferias sont parfois organisées par les grévistes, à la place des cours.
Dans le canton de Vaud, dans le cadre de l'élection complémentaire au Conseil d'État (gouvernement cantonal) du 9 février 2020, le collectif de la Grève du climat a lancé une candidate tirée au sort de 19 ans (face à la favorite, Christelle Luisier) ; non élue, elle a toutefois obtenu 23 % des voix, résultat élevé décrit comme un important signal politique en faveur d'actions climatiques et écologiques fortes,.
Dans plusieurs cantons, dont celui de Fribourg et de Neuchâtel, des motions populaires ont été déposées. Les motions ayant été traitées par le Grand Conseil neuchâtelois,, et par le Conseil général de la Ville de La Chaux-de-Fonds ont été acceptées.
Des assemblées populaires ont été organisées par le mouvement, notamment le 15 mars 2020. Le mouvement propose en outre diverses mesures, proposées par des groupes cantonaux ou par l'ensemble du mouvement, pour faire face à la crise écologique et sociale, mesures jugées radicales.
Avec le soutien de diverses associations et syndicats, la Grève du climat a lancé le projet de la « Grève pour l'avenir », mouvement visant a organiser des grèves de salariés en vue d'une grève générale. La grande grève prévue le 15 mai 2020 a été reportée à cause de la pandémie de Covid-19. La première grève étudiante après le début de la pandémie a eu lieu le 4 septembre 2020 dans 18 villes suisses.

#### Semaine «Debout pour le changement»

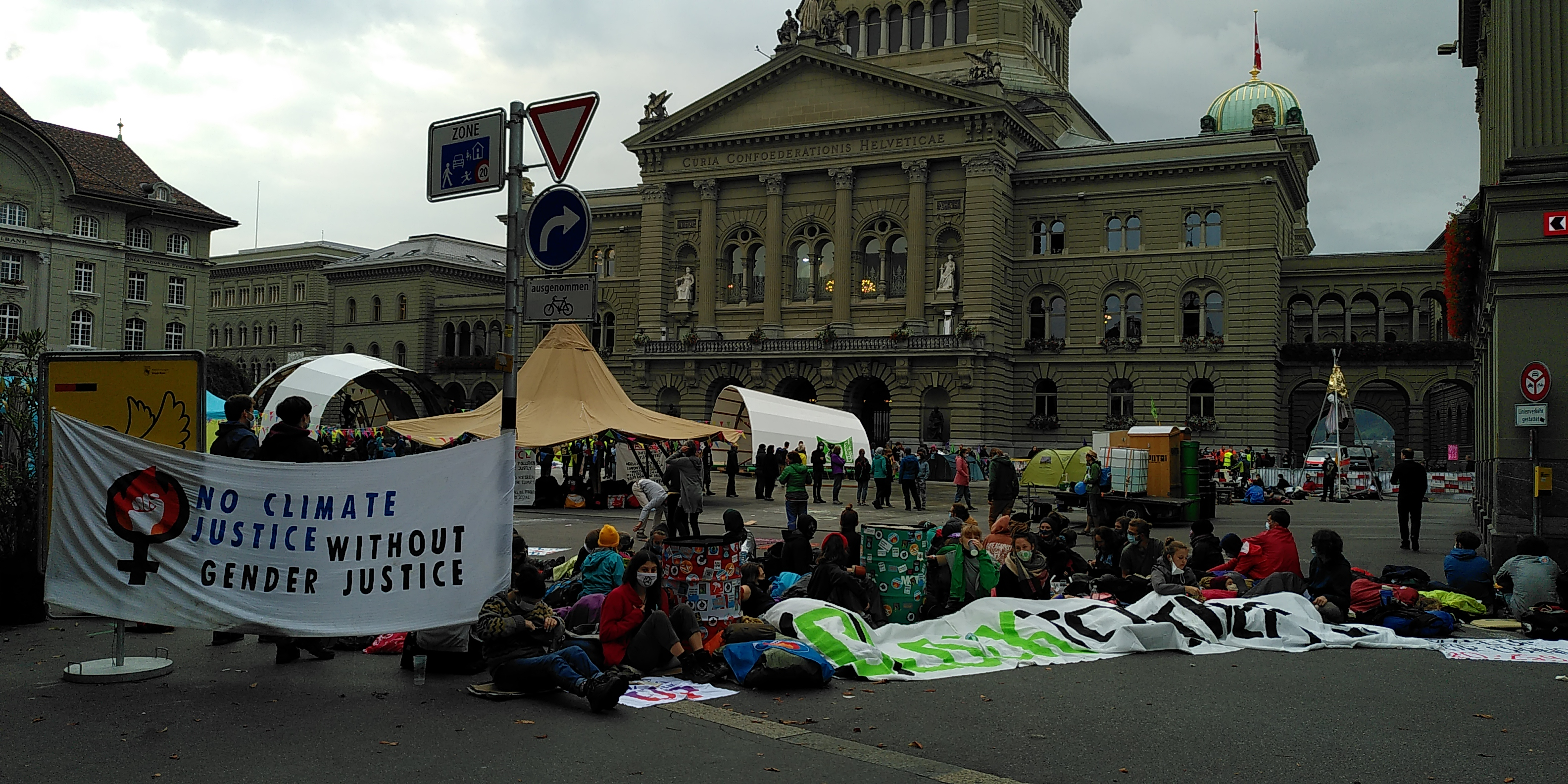
En septembre 2020, des militants pour le climat ont campé devant le Palais fédéral la semaine où la loi sur le a été adoptée.

Le mouvement mène par ailleurs des actions de désobéissance civile, en particulier en septembre 2020 à Berne. La semaine « Debout pour le changement » (Rise up for change) a été organisée par le collectif Grève du climat, avec Extinction Rebellion, Collective Climate Justice, le collectif Break Free et Greenpeace. Par hasard, c'était aussi la même semaine que le deuxième procès des activistes de Lausanne action climat.
Plusieurs centaines de manifestants non violents ont occupé la place Fédérale (devant le Palais fédéral) dès le 21 septembre au matin, avant d'être évacué par la police mercredi matin. Plus de 2 000 personnes ont ensuite participé à une marche pour le climat le 25 septembre. Les grévistes du climat veulent notamment une loi sur le CO2 plus efficace et la neutralité carbone en 2030.

## Liste
(14 juin 2022).
Le contenu est difficilement compréhensible vu les erreurs de traduction, qui sont peut-être dues à l'utilisation d'un logiciel de traduction automatique.